# Francisco López Pérez
Francisco López Pérez (Alcalá de Guadaíra, provincia de Sevilla, 18 de abril de 1949) es un maestro, historiador y escritor español. Desde 1984 colabora habitualmente como columnista en la prensa de Alcalá de Guadaíra (primero en Alcalá/Semanal y después en El Alcalá, que pasaría a llamarse en 1996 La Voz de Alcalá), así como en boletines y revistas editadas por diversos colectivos. Ha escrito varios libros, habiendo también participado junto con otros autores en diferentes publicaciones, siempre de temática local. Pertenece a la Asociación de Amigos de la Historia Padre Flores y al Consejo Económico y Social de Alcalá de Guadaíra.

## Biografía
Nació en Alcalá en 1949, ciudad en la que reside actualmente. Estudió en el Colegio Salesiano de Nuestra Señora del Águila de su ciudad natal, en el Seminario Menor de Pilas y en el Seminario Diocesano de Sevilla, situado por entonces en el Palacio de San Telmo. Tras abandonar los estudios eclesiásticos realizó la carrera de magisterio en la Escuela Normal Cardenal Spínola y, algunos años más tarde, se licenció en Geografía e Historia por la Universidad de Sevilla. Desde 1976 ejerció como maestro en colegios de diversas localidades de la provincia de Sevilla como Carmona, Las Navas de la Concepción, Dos Hermanas y Alcalá de Guadaíra, donde se jubiló en 2010. Está casado y tiene dos hijos.
Sus libros y artículos giran en torno a la historia y la antropología social y cultural, mostrando un especial interés por la defensa del patrimonio histórico y por el estudio y recopilación de la tradición oral. Ha escrito fundamentalmente sobre la evolución del medio rural en Los Alcores (Alcalá de Guadaíra, Mairena del Alcor, El Viso del Alcor y Carmona) durante el periodo comprendido desde finales del siglo XIX y mediados del XX, haciendo especial hincapié en la forma de vida que se desarrollaba en los molinos harineros tradicionales y en los cortijos y haciendas de la zona.  Como experto conocedor del medio físico y cultural, Francisco López Pérez colabora con relativa frecuencia guiando rutas por diversos lugares de Alcalá tales como la rivera de Marchenilla, los molinos del río Guadaíra, el Parque de Oromana, Gandul o el propio castillo de Alcalá.

## Libros
Como único autor:
- Molinos y molineros de Marchenilla. Cal Viva, 1981.
- Memorias molineras de la última generación. El Alcalá, 1993.
- Gandul en el horizonte. Padilla libros, 2004.
- Lejanía sin distancias: cincuenta años de la Barriada de San Agustín, Alcalá de Guadaíra. Diputación Provincial de Sevilla, 2009.
- Un valle perdido en la memoria. Diputación Provincial de Sevilla, 2012.[2]

Como coautor:
- Semana Santa en Sevilla. Horizontes del duelo y la fiesta I (tomo IV). Biblioteca de Ediciones Andaluzas, 1983.
- Ecos de la historia de Alcalá de Guadaíra. Biblioteca de Textos Alcalareños, 2000.
- El Pan de Alcalá. Ayuntamiento de Alcalá de Guadaíra, 2005.

## Prensa y revistas donde ha publicado artículos
Periódicos:
- Alcalá/Semanal
- El Alcalá
- La Voz de Alcalá
- El Correo de Andalucía

Revistas:
- Revista de Feria de Alcalá de Guadaíra
- Plaza de las Flores (revista cultural de Mairena del Alcor)
- Qalat Chabir (revista de humanidades de Alcalá de Guadaíra)
- Escaparate (revista cultural de Alcalá de Guadaíra)
- Pasión y Gloria (revista del Consejo de Hermandades y Cofradías de Alcalá de Guadaíra)
- El Campanillo (revista de la Hermandad Sacramental de Mairena del Alcor)
- Ben Baso (revista de la Asociación de Profesores para la Difusión y Protección del Patrimonio Histórico)